# Haeger & Schmidt Logistics

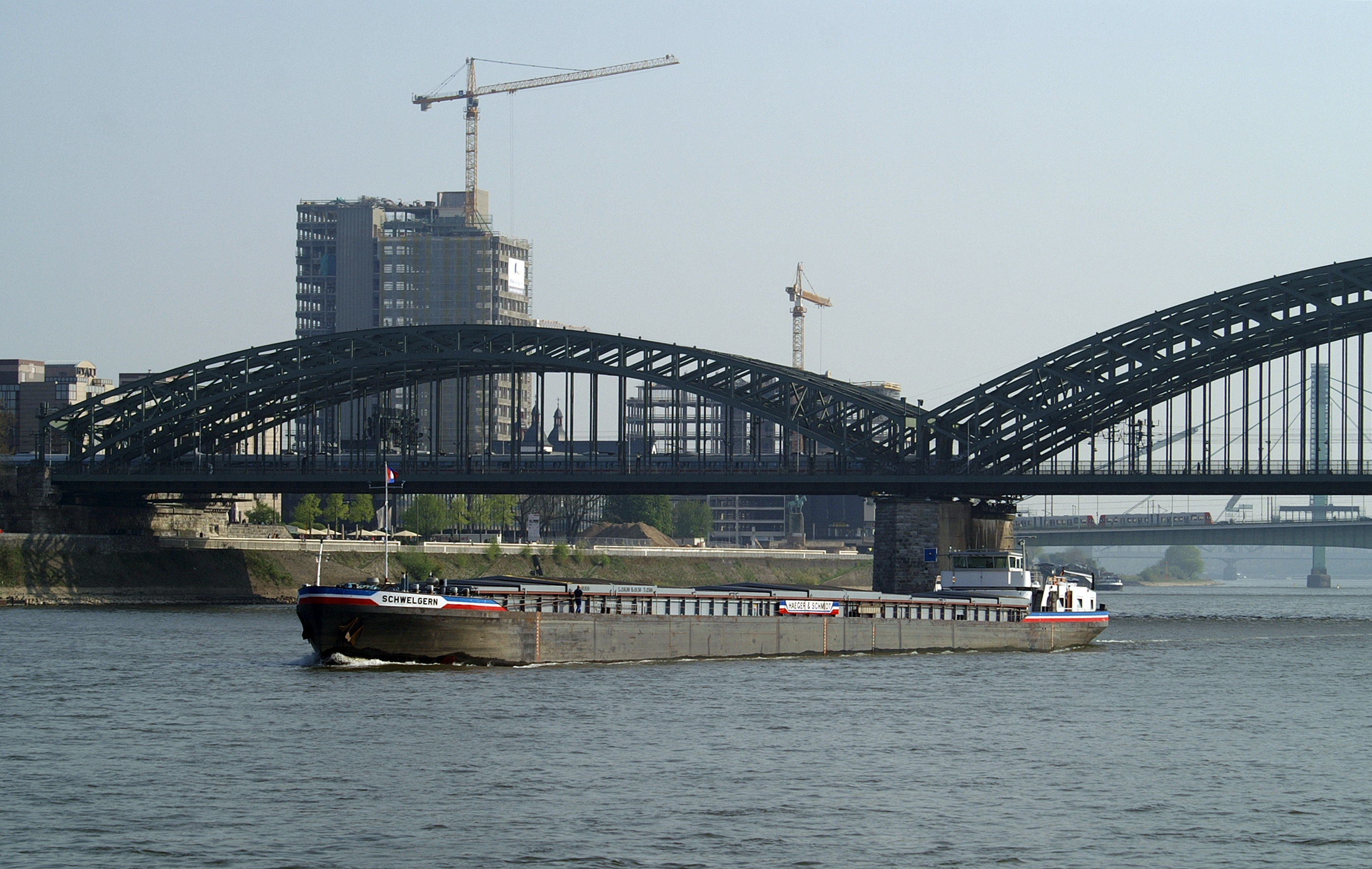
Gütermotorschiff Schwelgern in Köln

Die Haeger & Schmidt Logistics GmbH ist eine auf Gütertransporte mit Binnenschiffen spezialisierte Reederei in Duisburg-Ruhrort. Sie gehört zur österreichischen Felbermayr Gruppe.
Gründer und Namensgeber sind die deutschen Kaufleute Robert Haeger (* 29. August 1854 in Lennep; † 11. Dezember 1924 in Antwerpen) und Carl Schmidt (* 25. August 1857 in Köln-Mülheim; † ca. 1921 in Köln-Mülheim). Die Binnenreederei wurde zweimal gegründet: Am 11. Januar 1887 als Personengesellschaft in der belgischen Hafenstadt Antwerpen und auf Betreiben der Rheinstahl am 5. Januar 1920 als GmbH in Duisburg-Ruhrort, nachdem Haeger & Schmidt 1918 als Folgewirkung des Ersten Weltkriegs von der belgischen Regierung aufgelöst und das Vermögen der Inhaber beschlagnahmt worden war.
Mit einer eigenen Flotte von über 100 Schiffen, gecharterten Schiffen und einer Vielzahl von „Hauspartikulieren“ befördert die Haeger & Schmidt Logistics GmbH mehr als 10 Mio. Tonnen pro Jahr auf allen europäischen Wasserstraßen und unterhält Standorte in Deutschland, Frankreich, Niederlanden, Belgien, Polen und der Schweiz. Haeger & Schmidt ist Mitglied im Bundesverband der Deutschen Binnenschiffahrt und im ShortSeaShipping Inland Waterway Promotion Center.

## Stationen der Unternehmensgeschichte

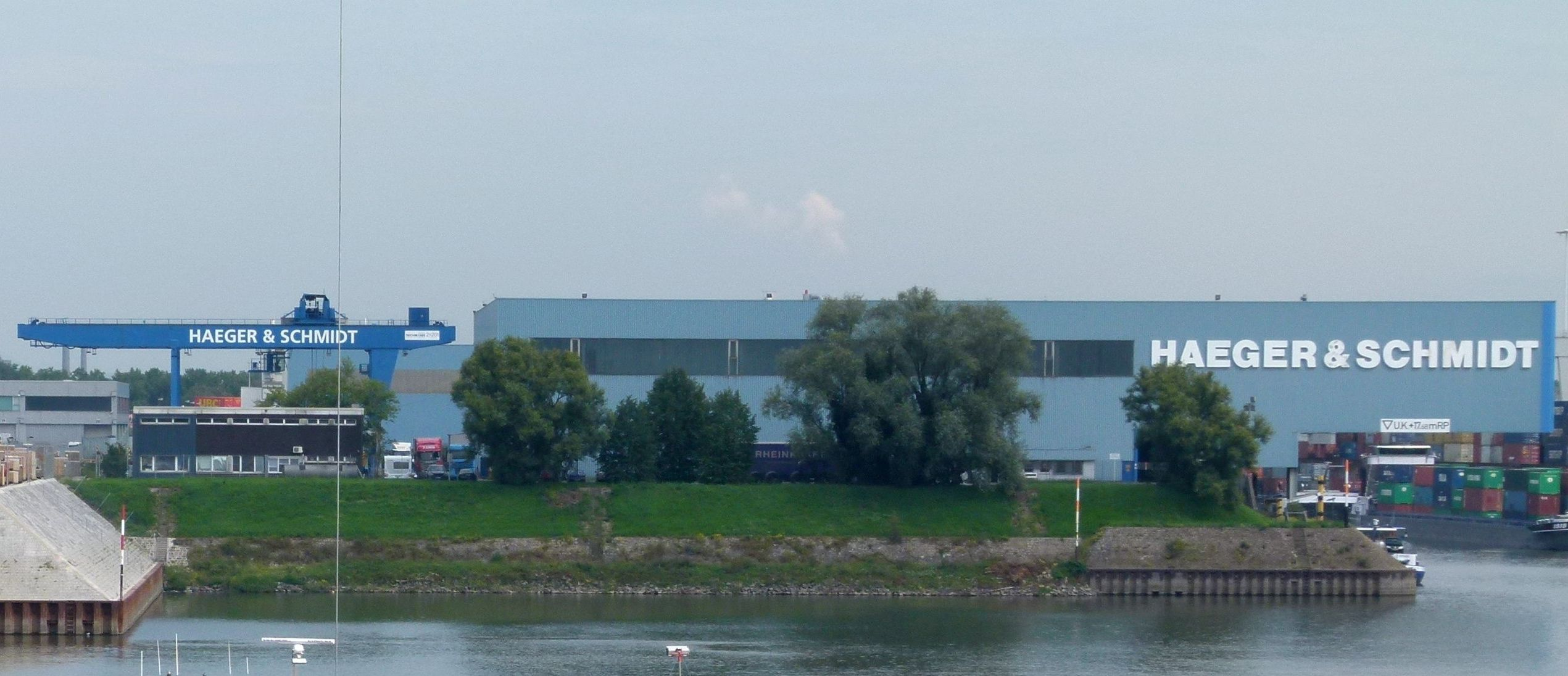
Verladeanlagen Haeger & Schmidt im Vinckekanal, Südhafen

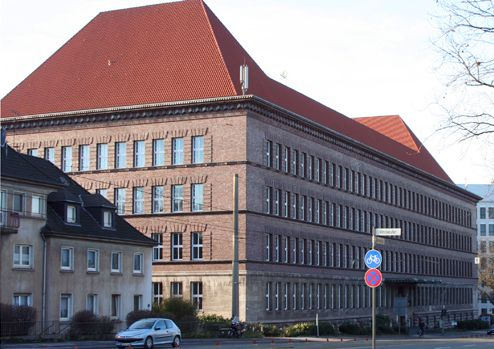
Unternehmenssitz ab 1926: Haus Ruhrort (Tausendfensterhaus)

Haeger & Schmidt wurde 1887 als Personengesellschaft in der belgischen Hafenstadt Antwerpen gegründet. 1920 folgte die Wiedergründung als GmbH in Duisburg-Ruhrort. Noch am selben Tag wurden die Geschäftsanteile unmittelbar auf ein Tochterunternehmen der Rheinischen Stahlwerke übertragen. Das Unternehmen operierte vom Firmensitz aus zunächst regional und errichtete Niederlassungen in Kanalhäfen in der Montanregion. In Gelsenkirchen z. B. bestand von 1925 bis 1975 die Gelsenkirchener Transport Gesellschaft mbH im Hafen Gelsenkirchen, die auf den Umschlag von Bergbaubedarf (Grubenholz) und Baustoffen für den Wiederaufbau nach dem Zweiten Weltkrieg spezialisiert war.
1967 erwarb die seit 1960 zur Thyssen AG gehörende Handelsunion AG (ab 1969 Thyssen Handelsunion AG) das Unternehmen. Die großen Binnenschiffreedereien waren bis Ende der 1990er Jahre mit der verladenden Wirtschaft eigentumsrechtlich verbunden. Dabei wurde aber auch Haeger & und Schmidt nicht zu einer Werksreederei, sondern betrieb eine eigenständige, konzernübergreifende Frachtakquise. Jährlich wurden rund 12,5 Millionen Tonnen Ladung befördert. Davon stammten rund 70 Prozent aus Fremdgeschäften, während die Eigentümergesellschaft die verbliebenen 30 Prozent beitrug. Werksverkehre, insbesondere die Erzfrachttransporte von der Küste in das Ruhrgebiet, betrieb die Thyssen AG weiterhin mit ihrer Amsterdamer Tochter Verhaaven. Ab 1990 bündelte der Konzern seine Binnenschifffahrtsaktivitäten in der Haeger & Schmidt GmbH als 100-prozentige Tochter der Thyssen Haniel Logistic (THL).
1998 verkaufte die Thyssen AG im Zuge der anstehenden Fusion von Thyssen AG und Krupp AG zur ThyssenKrupp AG ihre Transportsparte Thyssen Haniel Logistic GmbH an die Gütertransportsparte SNCB Logistics der belgischen Staatsbahn (NMBS/SNCB), denn die Krupp AG verfügte mit der Krupp Binnenschiffahrt AG bereits über vergleichbare Kapazitäten. NMBS/SNCB bündelte ihre Güterverkehrsgesellschaften zunächst in der ABX Logistics, ab 2008 in der neu gegründeten Tochter Xpedys. Die Sparte Schifffahrt verkaufte SNCB Logistics im Zuge einer Restrukturierung nach hohen Betriebsverlusten wieder. Zum 1. Januar 2013 wurde der Binnenschifffahrts- und Hafenlogistiker an die österreichische Felbermayr Gruppe verkauft. Seit 2017 firmieren die Unternehmensgesellschaften Haeger & Schmidt International GmbH und H&S Container Line GmbH als Teil der Unternehmensgruppe unter dem Namen Haeger & Schmidt Logistics GmbH, die belgische Schwestergesellschaft RKENV entsprechend unter Haeger & Schmidt Logistics Belgium NV.